# Salabeuren
Salabeuren ist ein Ortsteil der Gemeinde Osterzell im schwäbischen Landkreis Ostallgäu.

## Geografie
Die Einöde Salabeuren liegt circa drei Kilometer südlich von Osterzell im Tal des Hühnerbachs. 
Unmittelbar östlich erstreckt sich der Sachsenrieder Forst mit dem Ilsingsberg. An diesem befand sich die Skisprungschanze Osterzell.

## Geschichte
Salabeuren wurde im 10. Jahrhundert von einem Edelmann namens Salacho gegründet. 
Im Jahr 1690 ließ Jörg von Kaltental die alten Höfe abreißen und anstelle einen großen Schwaighof erbauen.

## Sehenswürdigkeiten
In Salabeuren befindet sich die katholische Kapelle St. Anna von 1737.
Siehe auch: Liste der Baudenkmäler in Salabeuren